# Béla Petrovics
Béla Petrovics är en ungersk kanotist.
Han tog bland annat VM-brons i K-1 200 meter i samband med sprintvärldsmästerskapen i kanotsport 2011 i Szeged.